# 第一届全国人民代表大会代表名单

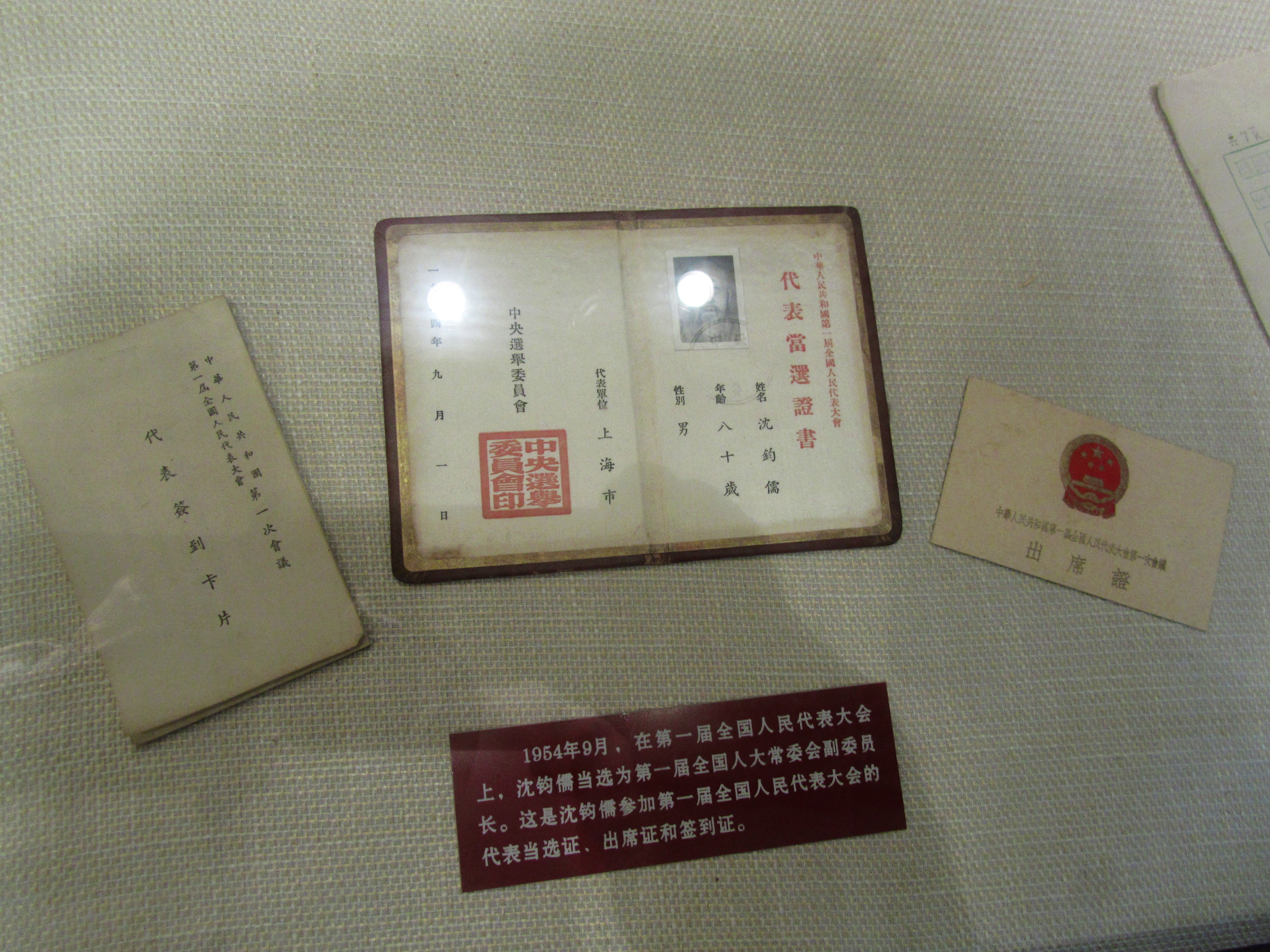
沈钧儒参加第一届全国人民代表大会的代表当选证、出席证和签到证。

第一屆全國人民代表大會代表名單列出中華人民共和國第一届全国人民代表大会代表共1226人，45个选举单位，任期從1954年9月至1959年4月。
以下依发布时的顺序列出全体代表名单。本名单单位和人名均按第一字笔划排列。

## 选举单位

### 上海市（63人）
王志莘、王性尧、王禹、王淑贞、王菊生、王树森、白杨、朱顺馀、江丰、吴克坚、吴若安、吴梅生、吴綪、吴耀宗、宋庆龄、沈克非、沈志远、沈钧儒、沈德建、贝时璋、周信芳、孟宪承、杭佩兰、林汉达、金仲华、胡子婴、胡厥文、胡愈之、计浩然、夏衍、袁雪芬、袁瑢、马彦祥、张方佐、张元济、张祺、郭棣活、陈石英、陈建功、陈望道、陈云、陈毅、陆阿狗、盛丕华、汤桂芬、汤蒂因、贺绿汀、项叔翔、冯德培、黄佐临、杨之华、杨逸棠、叶企孙、裔式娟、荣毅仁、赵祖康、刘靖基、刘鸿生、潘汉年、蒉延芳、钱端升、瞿希贤、魏如
- 1956年6月15日补选：刘述周

### 山西省（24人）
王世英、王凯山、王贵英、申纪兰、曲耀离、吴春安、宋子纯、李顺达、李辉、辛安亭、武新宇、南汉宸、胡文秀、马六孩、康永和、张道中、张稼夫、曹焕文、郭玉恩、郭兰英、陶鲁笳、陆景云、邓初民、韩忠仁

### 山东省（77人）
丁玲、丁履德、王洵才、王美恭、王祝晨、王家楫、王深林、王统照、丘金、史东山、安力夫、朱学范、江隆基、何基沣、余心清、吴若岩、吴溉之、吕鸿宾、李田英、李顺章、李澄之、沈雁冰、辛志超、邢西萍、周仁、林遵、段君毅、胡可、胡绳、胡耀邦、韦悫、唐亮、夏征农、孙晓村、徐佐夏、晁哲甫、栗再温、郝建秀、崔德锡、张天民、张公制、张秀岩、张伯秋、张含英、张东木、许之桢、许涤新、陈少敏、陈孟元、陈雷、曾广福、程子华、童第周、舒同、华岗、冯沅君、杨克冰、杨纯、董纯才、董琰、赵丹、赵志强、刘子久、刘民生、刘同诰、刘长胜、刘宁一、滕虎忱、邓拓、钱三强、钱昌照、钱瑛、阎揆要、谢觉哉、韩练成、魏秀英、酆云鹤
- 1956年6月15日补选：赵健民、李广文、王路宾、郎咸芬

### 内蒙古自治区（13人）
王再天、王殿兴、王铎、周北峰、奎璧、胡和勒泰、乌兰、乌兰夫、特木尔巴根、傅作义、刘秀梅、噶喇藏、苏谦益
- 1956年6月15日补选：布和

### 天津市（28人）
王光英、朱宪彝、朱继圣、吴冷西、吴德、李纯青、李颉伯、李烛尘、周叔弢、俞霭峰、马思聪、张国藩、毕鸣岐、郭秀云、陶孟和、傅鸿宾、黄火青、杨石先、杨成武、葛连芳、刘长福、刘格平、刘荫福、钱嘉光、薄一波、罗云、谭志清、谭真

### 北京市（28人）
毛泽东、吴晗、李永、李树森、周恩来、林巧稚、范瑾、殷维臣、浦洁修、马玉槐、张友渔、张奚若、张晓梅、梁思成、梅兰芳、郭树德、彭真、舒舍予、华罗庚、黄润萍、载涛、刘少奇、刘世梅、刘英源、刘德珍、乐松生、蒋南翔、诸福棠

### 本溪市（5人）
吕正操、李恩业、杜者蘅、张维桢、刘澜波

### 四川省（87人）
丁道衡、于江震、巴金、王文鼎、王宇辉、王道周、王维舟、田汉、伍修权、朱德、艾芜、但懋辛、吴玉章、吴昱恒、宋裕和、李一氓、李大章、李伯钊、李初梨、李劼人、李宗林、李筱亭、李赋都、沙汀、周钦岳、周泽昭、邵荃麟、侯外庐、施复亮、胡风、范祯辉、夏康农、孙志远、徐伯昕、徐崇林、桑吉悦希、索观瀛、能海、袁志先、张文治、张秀熟、张泗洲、张经武、张际春、张澜、梁华、章乃器、郭沫若、陈文贵、陈刚、陈晓岚、陈离、彭劭农、彭迪先、程子健、童少生、华尔功成烈、贺诚、阳翰笙、黄汲清、黄鱼门、杨代蒂、杨义平、贾培之、廖井丹、廖苏华、熊克武、熊尚元、裴昌会、赵世兰、赵超构、刘文辉、刘承钊、潘大逵、邓芳芝、邓锡侯、卢子鹤、萧龙友、阎红彦、萨空了、萨福均、谢立惠、钟体乾、蓝田、罗文才、罗世发、苏新
- 1955年7月16日补选：陈书舫
- 1957年6月29日补选：柯召、侯光炯、曾庶凡、谷志标、郎毓秀

### 甘肃省（25人）
任谦、吴鸿宾、邢肇棠、周有才、孙殿才、马绍文、马锡五、马鸿宾、马腾霭、张仲良、张治中、张德生、郭孟和、陈成义、盛彤笙、黄正清、杨子恒、杨明轩、杨复兴、杨静仁、达理札雅、邓宝珊、郑立斋、霍维德、薛万祥

### 吉林省（11人）
于开泉、朱德海、李梦龄、金信淑、金时龙、栗又文、闵刚侯、解方、赵庆夫、韩恩、关山复

### 安徽省（39人）
方令孺、朱蕴山、江庸、何世琨、何谦堂、余亚农、李有安、李步新、李克农、李达、汪世铭、汪胡桢、沈其益、周新民、周鲠生、查夷平、查谦、孙仲德、孙起孟、孙德和、马乐庭、张如心、张劲夫、张会亭、梁希、梅汝璈、章伯钧、章蕴、许杰、陈荫南、曾希圣、程士范、项南、黄岩、叶笃义、赵朴初、潘锷鏱、郑久鸿、黎锦熙

### 江西省（21人）
危秀英、朱仙舫、吴有训、李友秀、易瑞生、邵式平、姚依林、许德珩、郭清泗、陈劭先、陈奇涵、陈翊科、程孝刚、黄家驷、杨惟义、赵承嘏、刘之纲、刘俊秀、刘建华、潘震亚、罗隆基

### 江苏省（67人）
丁西林、王世泰、王昆仑、王绍鏊、王新章、王学文、史良、伍云甫、朱兆雪、冷遹、吴贻芳、李士海、李明扬、李承干、李维光、沙千里、周培源、季方、邱一涵、邵宗汉、金善宝、侯德榜、俞寰澄、柯仲平、柯庆施、柳亚子、胡文耀、胡耐秋、胡乔木、茅以昇、徐肖冰、徐芝寅、张志让、张絅伯、张曼筠、张闻天、章汉夫、许立群、许闻天、陈永康、陈克寒、陈忠经、陆定一、陆渊雷、惠浴宇、斯行健、华君武、费孝通、黄炎培、杨俊生、叶圣陶、达浦生、廖鲁言、管文蔚、刘国钧、刘导生、潘梓年、潘菽、郑振铎、郑辟疆、钱正英、钱俊瑞、钱孙卿、钱伟长、薛暮桥、储安平、罗琼
- 1956年6月15日补选：陈光、何碧辉
- 1957年6月29日补选：宫维桢

### 西安市（8人）
方仲如、成柏仁、李象九、马平甫、习仲勋、赵占魁、赵伯平、严信民
- 1955年7月16日补选：熊应栋

### 西康省（14人）
王海民、平错汪阶、瓦渣木基、伍文才、安登银、林甲镛、果基木古、阿旺嘉错、阿侯鲁木子、降央伯姆、夏克刀登、张为炯、张荣、廖志高

### 西藏（9人）
赤江·罗桑意西、协饶登珠、阿沛·阿旺晋美、范明、计晋美、罗桑慈勒伦珠却吉坚赞、张国华、尧西·泽仁卓玛、丹增嘉措

### 昌都地區（3人）
王其梅、邦达多吉、格桑旺堆

### 武汉市（15人）
王任重、王维纲、朱早弟、朱玖、吴运铎、李冬青、李国伟、夏以焜、马哲民、陈经畬、傅景文、彭仰钦、邓子恢、郑绍文、萨本炘

### 河北省（52人）
于学忠、元兴、王芸生、王崑、王葆真、王德厚、王德滋、平杰三、田秀涓、田华、田德民、石志仁、戎冠秀、吴文焘、吴韫山、李培之、李国钧、李凤兰、李德全、林铁、 昝凌、苗凤刚、孙文淑、耿长锁、马卓洲、马紫笙、马约翰、马万水、高树勋、张霖之、张苏、张砺生、张岩、陈翰笙、曾三、程砚秋、杨秀峰、葛步海、董昕、荣高棠、甄荣典、齐燕铭、刘白羽、刘仙洲、刘清扬、刘贯一、刘宝忠、刘澜涛、蔡树彬、薛迅、蓝公武、罗瑞卿

### 河南省（56人）
孔祥祯、尹达、王化云、王伟、王毅斋、吴作人、吴芝圃、宋川、宋琏、李世璋、李雪峰、李景韩、杜延庆、汪菊潜、孟夫唐、孟雨、屈武、林砺儒、秉志、侯连瀛、范文澜、孙香云、师哲、徐子荣、马运五、马豫真、高镇五、常香玉、康克清、张伯声、张轸、张云川、曹靖华、郭则沉、陈士榘、陈凤桐、嵇文甫、曾传六、须恺、冯至、杨廷宝、杨钟健、杨蕴玉、杨显东、贾心斋、贾拓夫、赵文甫、赵树理、刘九学、刘名榜、刘景范、邓颖超、鲁定华、赖若愚、魏巍、苏殿选
- 1956年6月15日补选：傅子诚

### 长春市（8人）
吕振羽、范永、张德馨、傅雨田、喻德渊、曾泽生、冯仲云、刘亚雄

### 青海省（9人）
札喜旺徐、汪锋、周仁山、官保加、松布、夏茸尕布、孙作宾、马兴泰、喜饶嘉错

### 哈尔滨市（12人）
于毅夫、王孙慈、白希清、石增荣、任仲夷、李昌、车向忱、郭明秋、杨茂林、刘佩芝、褚应璜、苏长有

### 军队（60人）
丁志辉、王兆才、王有根、王宏坤、王新亭、王维福、王震、甘泗淇、朱良才、江雪山、宋忠福、李天佑、李天焕、李志民、周士第、周文江、周桓、周纯全、林彪、洪学智、徐立清、徐向前、马春雨、崔建功、张明、张宗逊、张英才、许世友、许光达、郭恩志、陈明仁、陈锡联、陶峙岳、陆昌荣、傅钟、彭德怀、粟裕、贺炳炎、贺龙、黄丑和、黄克诚、杨在先、董其武、廖汉生、赵毛臣、赵仁虎、刘子林、刘伯承、刘亚楼、刘梅村、刘善本、邓华、郑长华、萧克、萧劲光、萧华、赖传珠、聂荣臻、罗荣桓、谭政

### 重庆市（16人）
王怀琛、任白戈、何源海、李秉中、沈谷南、胡子昂、马焱山、曹荻秋、陈淑兰、黄荣昌、杨如坤、刘兰畦、蔡树藩、萧松立、赖际发、鲜英

### 旅大市（12人）
丁贵堂、王玉吉、李风、姜培禄、范希孟、唐立言、张大煜、张天翼、乔传珏、刘立富、欧阳钦、邓兆祥

### 浙江省（35人）
文芸、王国松、包达三、朱之光、何燮侯、宋云彬、李士豪、沈兹九、沙文汉、周建人、竺可桢、邱清华、邵力子、俞平伯、姚顺甫、洪式闾、倪斐君、马叙伦、马寅初、张杏花、张琴秋、许宝驹、陈见真、陈叔通、陈双田、陆士嘉、冯雪峰、冯宾符、杨思一、赵忠尧、刘开渠、钱崇澍、罗祥根、严景耀、顾功叙
- 1956年6月15日补选：叶熙春
- 1958年2月1日补选：吴宪、俞仲武、俞佐宸、徐赤文、唐巽泽、董聿茂、潘天寿、霍士廉

### 陕西省（19人）
于振瀛、王德彪、安文钦、李凤莲、李敷仁、李馥清、孟天禄、马明方、张凤翙、曹冠群、许敬章、杨芝芳、蒲忠智、赵寿山、潘自力、韩兆鹗、韩夏存、韩望尘、苏资琛
- 1957年6月29日补选：王首道

### 湖北省（33人）
王树声、王涛、朱君允、吴德峰、李文宜、李四光、李先念、李西屏、李书城、李范一、周小燕、胡克实、涂长望、袁牧之、张执一、张难先、张体学、曹禺、梅龚彬、陈舜英、陈绪宗、汤用彤、杨刚、杨献珍、董必武、熊晋槐、刘建勋、蔡以田、邓裕志、薛愚、戴芳澜、聂国青、饶兴礼
- 1956年6月15日补选：刘西元

### 湖南省（50人）
王季范、王福海、石邦智、向德、朱早观、吴通行、吕骥、李呈桂、李明灏、李贞、李哲人、李维汉、李涛、沈其震、狄超白、言仁海、周立波、周谷城、周震鳞、周礼、易礼容、林伯渠、帅孟奇、唐生智、徐特立、康菊英、曹孟君、章士钊、符定一、陶大有、曾昭抡、曾宪植、程潜、舒新城、贺贵严、杨定安、董纯、雷天觉、赵自现、齐白石、刘斐、欧阳予倩、翦伯赞、蔡畅、萧三、谢晋、旷经荣、罗叔章、谭余保、谭惕吾
- 1955年7月16日补选：易湘苏
- 1956年6月15日补选：吴焕彧、叶财林
- 1957年6月29日补选：曹伯闻

### 华侨（30人）
方君壮、司徒美堂、伍禅、何香凝、吴益修、李唤群、李广臣、周铮、官文森、邱及、洪丝丝、徐四民、马玉声、康鸣球、张国基、张翼、庄希泉、庄明理、陈其瑗、陈嘉庚、彭泽民、黄长水、叶贻东、廖承志、廖胜、邓军凯、黎和兴、谢应瑞、蚁美厚、苏振寿
- 1956年6月15日补选：唐明照、吴桓兴

### 贵州省（26人）
王天锡、王德安、田君亮、申云浦、艾思奇、吴志珍、吴通明、李仿尧、周素园、洪深、茅显祺、徐健生、高克林、陈永昶、陈永康、陈曾固、陈职民、陆庆美、陆镇藩、杨汉先、蒙素芬、赵树华、刘春、欧百川、罗登义、严希纯
- 1956年6月15日补选：周林、彭桓武

### 云南省（45人）
刀有良、刀京版、王少岩、召存信、白小松、朱家璧、余海清、李光华、李光荣、李和才、李能、李桂英、李琢庵、周保中、和万宝、松谋、胡忠华、徐嘉瑞、秦仁昌、马坚、高士其、张子斋、张冲、张惠英、梅益、普照、曾文昌、黄洛峰、楚图南、董福生、雷春国、熊开友、裴阿欠、赵钟奇、刘荣显、欧根、潘朔端、郑敦、卢汉、龙明传、龙云、谢富治、魏崖景、罗毅、龚绶

### 黑龙江省（18人）
巴彦胡、王一伦、王喜明、任国栋、李延禄、李范五、林纳、金白山、孙孝菊、高崇民、崔国山、梁军、陈雷、陶淑范、杨显亭、邓国章、韩幽桐、关宝祥

### 新疆省（21人）
王恩茂、伊敏马合苏木、安尼瓦尔·加库林、艾斯海提、吕剑人、依敏诺夫、帕提汉·苏古尔巴也夫、阿不列孜·木汉买提、阿衣木江、禹占林、美尔尼沙汉·艾尼、马木提尼牙孜、张邦英、买买提·尼牙孜哈日、买买提艾沙、达夏甫、穆义提、鲍尔汉、赛力玛·塔力甫瓦、赛夫拉也夫、赛福鼎

### 福建省（18人）
王亚南、田富达、李质忠、何遂、林一心、吴传玉(逝世)、侯振亚、庄长恭、张鼎丞、陈绍宽、覃修典、虞宏正、刘永生、刘崇乐、郑依姆、谢冰心、谢雪红、苏华(辞职)
- 1956年6月15日补选：叶飞、张俊秀

### 广州市（16人）
孔宪忠、王生保、丘哲、朱光、吴有恒、林克明、林志澄、林荣曜、夏之栩、张文超、梁伯强、许崇清、许广平、曾志、冯乃超、郑天保
- 1956年6月15日补选：谷源松
- 1957年6月29日补选：徐剑鸣、郑铁如

### 广西省（38人）
丘玉池、成仿吾、李任仁、李济深、金宝生、韦章平、韦国清、区棠亮、张云逸、张声震、梁华新、莫乃群、莫寿全、郭城、陈此生、陈基义、陈漫远、陈铭枢、覃波、覃应机、费振东、黄征、黄绍竑、黄现璠、黄荣、黄莲辉、杨文贵、杨东莼、雷荣珂、赵世同、赵乐群、潘古、蒋在球、黎明、卢绍武、谢扶民、谢鹤筹、蓝昌法

### 广东省（46人）
丁颖、方方、王國興、古大存、古元、伍晋南、李伯球、李坚真、杜国庠、汪汉国、周扬、林文彪、林平、林锵云、柯麟、徐铸成、区梦觉、张文、张振南、张庆春、陈汝棠、陈其尤、陈垣、陈斯德、陈焕镛、曾生、冯白驹、黄琪翔、黄鼎臣、黄洁、黄药眠、叶剑英、雷洁琼、廖似光、廖梦醒、刘思慕、蔡廷锴、蔡楚生、蔡翘、蒋光鼐、邓文钊、龙三公、简玉阶、戴爱莲、罗明燏、谭平山

### 抚顺市（7人）
王崇伦、金直夫、张子富、费广泰、杨海波、赵国强、韩光

### 热河省（7人）
王国权、李耀先、栗德萃、杨雨民、尔德尼、赵斌、刘长贵

### 鞍山市（6人）
沈策、孟泰、邵象华、胡兆森、张明山、韩天石
- 1956年6月15日补选：杨士杰

### 辽宁省（24人）
毛鹤年、王铮、佟玉兰、吴英恺、吴凤岐、宋黎、李川江、李砥平、李涛、谷发明、邱新野、哈图、施玉海、韦玉玺、高扬、张文春、张学思、章泽、陈舜瑶、宁武、杨竺坡、刘洪达、郑奎福、钱仲举
- 1957年6月29日补选：刘慎谔

### 沈阳市（25人）
王文山、白朗、朱维仁、吴执中、吕去病、李成君、李锡奎、林枫、姜万寿、马世芬、马恒昌、高方启、高凤琴、张振发、章央芬、莫文祥、焦若愚、黄欧东、万毅、靳树梁、赵国有、郑锡坤、罗常培、巩天民、严济慈